# Авария Ту-154 в Мешхеде (2010)
Авария Ту-154 в Мешхеде — авиационная авария, произошедшая в воскресенье 24 января 2010 года в аэропорту Мешхед. В происшествии были ранены более 40 человек, но никто не погиб.

## Самолёт
Ту-154М с заводским номером 93A-971 и серийным 09-71 был выпущен заводом Авиакор 23 сентября 1993 года, после чего продан авиакомпании Когалымавиа, где получил бортовой номер RA-85787 и имя Сургут, а с 5 ноября начал эксплуатироваться. 4 октября 2007 года борт 85787 был зафрахтован иранской авиакомпанией Taban Air. По данным на 1 января 2010 года авиалайнер имел наработку 24 642 лётных часа и 11 138 циклов (взлёт—посадка). На нём были установлены три турбореактивных двигателя модели Д-30КУ-154-2.

## Авария
Самолёт выполнял пассажирский рейс HH6437 из Абадана в Мешхед. Однако аэропорт Мешхеда был закрыт из-за метеоусловий, поэтому рейс 6437 был направлен на запасной аэропорт в Исфахан. Когда погодные условия в Мешхеде улучшились, в 05:35 авиалайнер с 13 членами экипажа и 157 пассажирами на борту вылетел из Исфахана и направился в Мешхед.
Во время полёта метеоусловия в Мешхеде вновь опустились ниже минимума, поэтому рейс 6437 был отправлен в зону ожидания посадки. Мешхед был затянут туманом, когда на борту авиалайнера одному из пассажиров стало плохо со здоровьем. Тогда командир экипажа доложил диспетчеру, что требуется скорая медицинская помощь, после чего, несмотря на недостаточную видимость, попытался совершить посадку в Мешхеде на полосу 31R. В 07:20 (03:50 UTC) Ту-154 при посадке ударился хвостовой частью о землю, после чего врезался в землю правой плоскостью, которая начала разрушаться. Также из-за этого авиалайнер занесло вправо и он выкатился на грунт, в результате чего разрушились шасси. При движении «на брюхе» вытекшее топливо воспламенилось, вызвав пожар, который охватил и уничтожил хвостовую часть.
По данным METAR, в аэропорту Мешхед в это время стоял туман, штиль, горизонтальная видимость — 200 метров, вертикальная видимость — 200 метров, температура воздуха — 2° C (OIMM 240350Z 00000KT 0200 FG VV002 02/02 Q1021 A3017).
В происшествии были ранены 47 человек, но никто из 170 людей на борту не погиб. Сам самолёт получил критические повреждения и был списан.

## Причины
Расследование велось иранской комиссией с привлечением российских специалистов из Межгосударственного авиационного комитета и Когалымавиа. Виновником происшествия был назван российский экипаж, пилотировавший самолёт, который не имел права выполнять посадку при метеорологических условиях ниже минимума, даже при угрозе жизни одного из пассажиров.

## Последствия
На следующий день после данного происшествия председатель Организации гражданской авиации Рза Нахчывани заявил о прекращении Ираном импорта самолётов Ту-154. А с 23 июля эксплуатация Ту-154 в стране была официально прекращена.